# WTA Finals 2017 - Singolare
Dominika Cibulková era la detentrice del titolo, ma non è riuscita a qualificarsi al torneo.
Caroline Wozniacki ha vinto il titolo sconfiggendo in finale Venus Williams con il punteggio di 6–4, 6–4.

## Giocatrici
1. Simona Halep (round robin)
2. Garbiñe Muguruza (round robin)
3. Karolína Plíšková (semifinale)
4. Elina Svitolina (round robin)

1. Venus Williams (finale)
2. Caroline Wozniacki (campionessa)
3. Jeļena Ostapenko (round robin)
4. Caroline Garcia (semifinale)

### Riserve
1. Kristina Mladenovic (non ha giocato)

1. Svetlana Kuznetsova (non ha giocato)

## Tabellone

### Legenda
| - Q = Qualificato - WC = Wild card - LL = Lucky loser | - ALT = Alternate - SE = Special Exempt - PR = Protected Ranking | - w/o = Walkover - r = Ritirato - d = Squalificato |

### Fase finale
|  | Semifinali | Semifinali         | Semifinali         | Semifinali | Semifinali |  |  | Finale | Finale             | Finale             | Finale | Finale |  |
|  |            |                    |                    |            |            |  |  |        |                    |                    |        |        |  |
|  | 3          | Karolína Plíšková  | Karolína Plíšková  | 69         | 3          |  |  |        |                    |                    |        |        |  |
|  | 6          | Caroline Wozniacki | Caroline Wozniacki | 7          | 6          |  |  | 6      | Caroline Wozniacki | Caroline Wozniacki | 6      | 6      |  |
|  | 5          | Venus Williams     | 63                 | 6          | 6          |  |  | 5      | Venus Williams     | Venus Williams     | 4      | 4      |  |
|  | 8          | Caroline Garcia    | 7                  | 2          | 3          |  |  |        |                    |                    |        |        |  |

### Gruppo Rosso
|   |                    | Halep    | Svitolina        | Wozniacki     | Garcia           | RR V–P | Set V-P   | Game V-P    | Classifica |
| 1 | Simona Halep       |          | 3–6, 4–6         | 0–6, 2–6      | 6–4, 6–2         | 1–2    | 2–4 (33%) | 21–30 (41%) | 4          |
| 4 | Elina Svitolina    | 6–3, 6–4 |                  | 2–6, 0–6      | 7–6(7), 3–6, 5–7 | 1–2    | 3–4 (42%) | 29–38 (43%) | 3          |
| 6 | Caroline Wozniacki | 6–0, 6–2 | 6–2, 6–0         |               | 6–0, 3–6, 5–7    | 2–1    | 5–2 (71%) | 38–17 (69%) | 2          |
| 8 | Caroline Garcia    | 4–6, 2–6 | 6(7)–7, 6–3, 7–5 | 0–6, 6–3, 7–5 |                  | 2–1    | 4–4 (50%) | 38–41 (48%) | 1          |

La classifica viene stilata in base ai seguenti criteri: 1) Numero di vittorie; 2) Numero di partite giocate; 3) Scontri diretti (in caso di due giocatori pari merito); 4) Percentuale di set vinti o di game vinti (in caso di tre giocatori pari merito); 5) Decisione della commissione

### Gruppo Bianco
|   |                   | Muguruza | Plíšková | Williams         | Ostapenko        | RR V–P | Set V-P   | Game V-P    | Classifica |
| 2 | Garbiñe Muguruza  |          | 2–6, 2–6 | 5–7, 4–6         | 6–3, 6–4         | 1–2    | 2–4 (33%) | 25–32 (44%) | 4          |
| 3 | Karolína Plíšková | 6–2, 6–2 |          | 6–2, 6–2         | 3–6, 1–6         | 2–1    | 4–2 (67%) | 28–20 (58%) | 1          |
| 5 | Venus Williams    | 7–5, 6–4 | 2–6, 2–6 |                  | 7–5, 6(3)–7, 7–5 | 2–1    | 4–3 (57%) | 37–38 (49%) | 2          |
| 7 | Jeļena Ostapenko  | 3–6, 4–6 | 6–3, 6–1 | 5–7, 7–6(3), 5–7 |                  | 1–2    | 3–4 (43%) | 36–36 (50%) | 3          |

La classifica viene stilata in base ai seguenti criteri: 1) Numero di vittorie; 2) Numero di partite giocate; 3) Scontri diretti (in caso di due giocatori pari merito); 4) Percentuale di set vinti o di game vinti (in caso di tre giocatori pari merito); 5) Decisione della commissione